# Андрієнко-Земськов Андрій Андрійович
Андрієнко Андрій Андрійович (1903 — 1971) — український театральний і кіноактор, артист Чернігівського обласного драматичного театру ім. Т. Г. Шевченка, заслужений артист УРСР (1951)

## Життєпис
Народився в Рилові Калінінської області (Росія). Закінчив заочно театральний технікум (1930), заочно навчався в театральному інституті в м. Москва (1931—1933).

## Творчий шлях
Учень слюсаря, продавець газет (1914—1918),
- робітник сцени, реквізитор, танцюрист Української трупи під керівництвом Бунчука О. І. (1918—1928),
- актор робсельтеатру в м. Єлизаветград (1928—1930),
- актор Запорізького театру ім. Заньковецької (1931—1933),
- актор Донецького, Чернігівського облдрамтеатрів (1933—1941),
- художній керівник фронтової агітбригади (1941—1942),
- актор Чернігівського, Харківського облдрамтеатрів (1943—1946),
- актор Чернігівського облдрамтеатру ім. Т. Г. Шевченка (1946—1963).

## Фільмографія
- Таємничий острів, 1941 — Пенкроф
- Гори, моя зоре!, 1957 — нарядчик
- Перший парубок, 1958 — Кирилл Павлович Журба